# Оерстед
Оерстед (също оерщед) (означение Ое) е извънсистемна единица за интензитет на магнитното поле. Въведена е през 1930 г. от IEC, наречена е така в чест на датския физик Ханс Кристиан Оерстед. Част е от електромагнитната (Гаусова) система CGS, която намира приложение в теоретичната физика. Единицата оерстед съответства на ампер/метър (A/m) в системата SI, но не бива да се ползва едновременно с единиците от SI.
Един оерстед е равен на интензитета на магнитното поле, създавано на разстояние 1 сантиметър от безкрайно дълъг праволинеен проводник с нищожно малко кръгово сечение, по който тече ток със сила 5 ампера.
{\displaystyle H=0,4\pi N{\frac {I}{l}}},
където:
- H е интензитетът на магнитното поле в Ое;
- N е броят на навивките;
- I е силата на тока в А;
- l е разстоянието в cm.

Изразено в единици SI:
1 оерстед = 1000/(4π) A/m ≈ 79,577 A/m
1 оерстед е равен на интензитета на магнитното поле във вакуум при магнитна индукция 1 гаус.